# Rio Big (Southland)
O rio Big é um rio do sul de Fiordland, Southland na Nova Zelândia e é um dos três rios do mesmo nome na Ilha do Sul. É a principal alimentação do lago Hakapoua e o trecho inferior é a saída de 2 km do lago para o mar.